# Luré
Ne doit pas être confondu avec Lure.
Luré est une commune française située dans le département de la Loire en région Auvergne-Rhône-Alpes.

## Géographie

### Localisation
Luré est un village rural du Forez situé à 21 km à vol d'oiseau au sud-ouest de Roanne, 71 km à l'ouest de Lyon, 32 km au nord-ouest de Montbrison et 30 km de Thiers.
La commune se trouve dans la zone d'emploi de la Plaine du Forez et le bassin de vie de Saint-Germain-Laval.

### Communes limitrophes
Les communes limitrophes sont  Cremeaux, Grézolles, Juré et Souternon.

### Géologie et relief
La superficie de la commune est de 6,23 km2 ; son altitude varie de 510  à   681 mètres.
La commune est relativement vallonnée avec un point culminant au nord de la commune, au niveau de la « pierre du diable ».

### Hydrographie

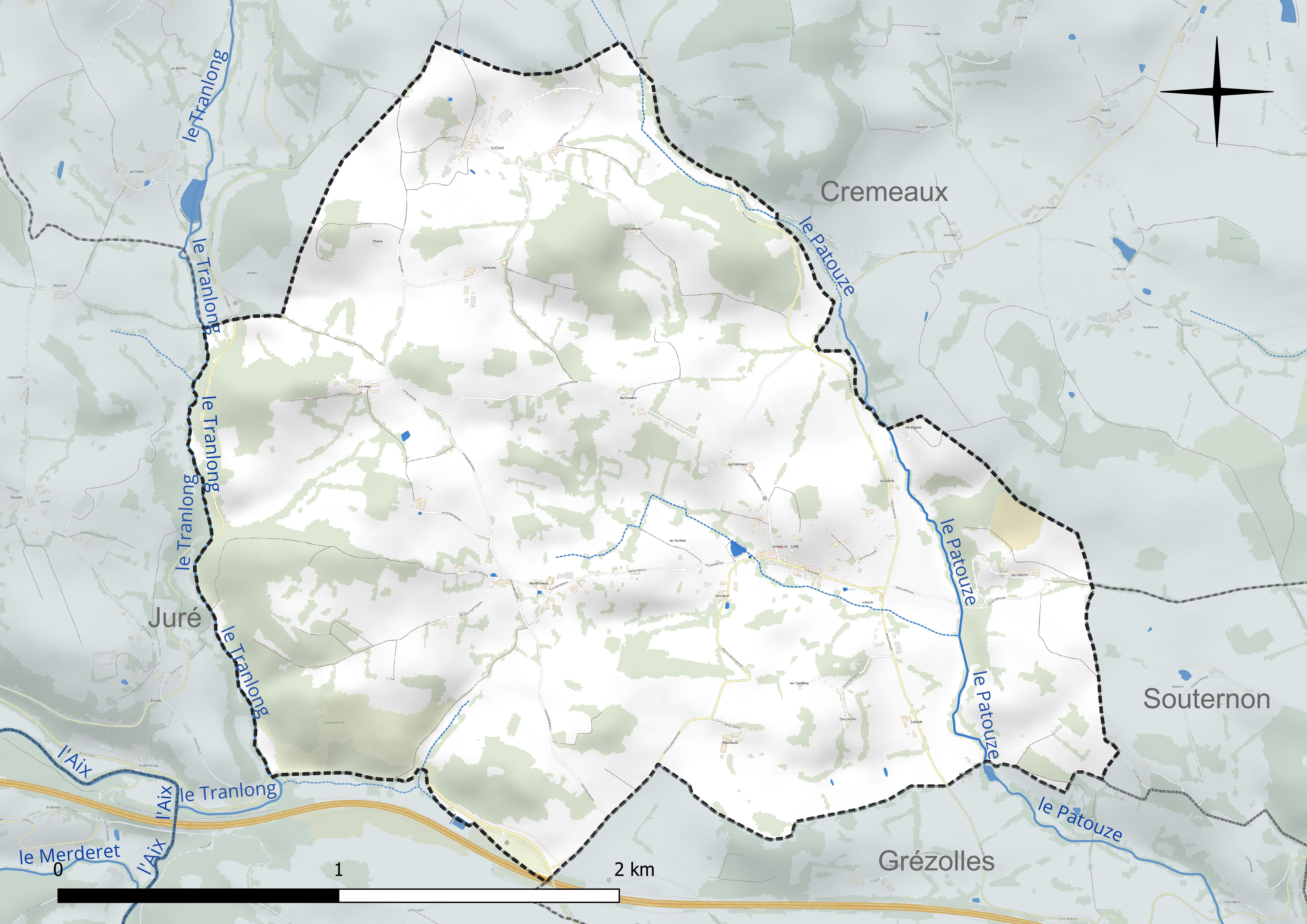
Carte hydrographique de la commune.

La rivière Patouze passe à l'est du bourg. C'est un affluent de l'Isable et donc un sous-affluent de la Loire par l'Aix.
Le Tranlong constitue la limite ouest du territoire communal.

### Climat
Pour des articles plus généraux, voir Climat d'Auvergne-Rhône-Alpes et Climat de la Loire.
La plaine du Roannais, à l'ouest des monts de la Madeleine, au nord du département de la Loire, à la jonction des monts du Lyonnais, du Beaujolais et du Forez s'ouvre largement sur le centre de la France. Elle est donc plus sensible aux circulations atmosphériques de nord à nord-ouest, qu'aux perturbations venant du sud.
En 2010, le climat de la commune est de type climat des marges montargnardes, selon une étude du Centre national de la recherche scientifique s'appuyant sur une série de données couvrant la période 1971-2000. En 2020, Météo-France publie une typologie des climats de la France métropolitaine dans laquelle la commune est exposée à un climat de montagne ou de marges de montagne et est dans la région climatique Nord-est du Massif Central, caractérisée par une pluviométrie annuelle de 800 à 1 200 mm, bien répartie dans l’année.
Pour la période 1971-2000, la température annuelle moyenne est de 10,1 °C, avec une amplitude thermique annuelle de 16,2 °C. Le cumul annuel moyen de précipitations est de 867 mm, avec 10,2 jours de précipitations en janvier et 7,4 jours en juillet. Pour la période 1991-2020, la température moyenne annuelle observée sur la station météorologique de Météo-France la plus proche, « Saint-Just-en-Chevalet », sur la commune de Saint-Just-en-Chevalet à 8 km à vol d'oiseau, est de 9,8 °C et le cumul annuel moyen de précipitations est de 884,6 mm,. Pour l'avenir, les paramètres climatiques de la commune estimés pour 2050 selon différents scénarios d'émission de gaz à effet de serre sont consultables sur un site dédié publié par Météo-France en novembre 2022.

## Urbanisme

### Typologie
Au 1er janvier 2024, Luré est catégorisée commune rurale à habitat très dispersé, selon la nouvelle grille communale de densité à sept niveaux définie par l'Insee en 2022.
Elle est située hors unité urbaine et hors attraction des villes,.

### Occupation des sols

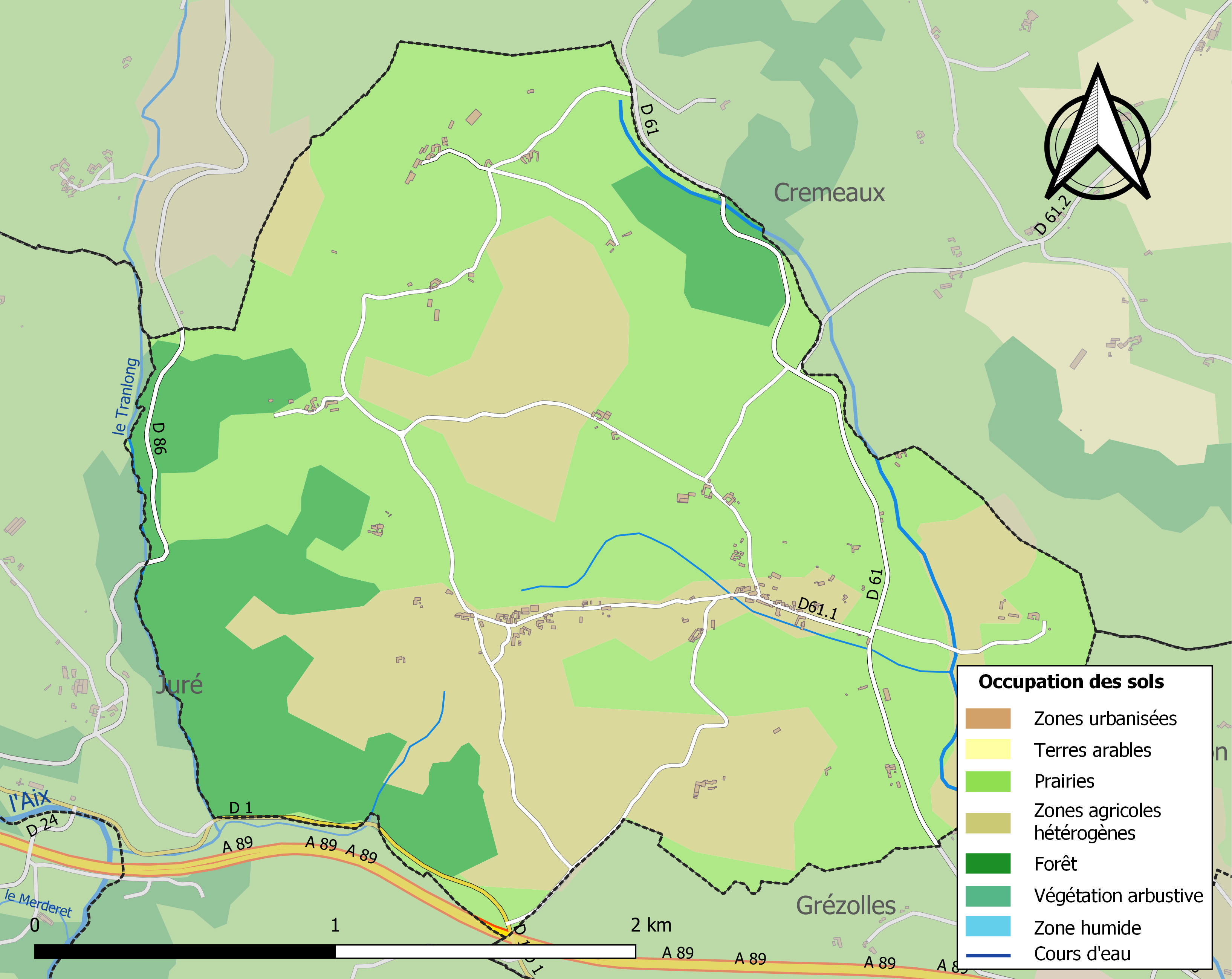
Carte des infrastructures et de l'occupation des sols de la commune en 2018 (CLC).

L'occupation des sols de la commune, telle qu'elle ressort de la base de données européenne d’occupation biophysique des sols Corine Land Cover (CLC), est marquée par l'importance des territoires agricoles (84,2 % en 2018), une proportion identique à celle de 1990 (84,2 %). La répartition détaillée en 2018 est la suivante : 
prairies (54 %), zones agricoles hétérogènes (30,2 %), forêts (15,8 %). L'évolution de l’occupation des sols de la commune et de ses infrastructures peut être observée sur les différentes représentations cartographiques du territoire : la carte de Cassini (XVIIIe siècle), la carte d'état-major (1820-1866) et les cartes ou photos aériennes de l'IGN pour la période actuelle (1950 à aujourd'hui).

### Habitat et logement
En 2020, le nombre total de logements dans la commune était de 90, alors qu'il était de 92 en 2015 et de 81 en 2010.
Parmi ces logements, 72 % étaient des résidences principales, 17,9 % des résidences secondaires et 10,1 % des logements vacants. Ces logements étaient pour 91,2 % d'entre eux des maisons individuelles et pour 8,8 % des appartements.
Le tableau ci-dessous présente la typologie des logements à Luré en 2020 en comparaison avec celle de la Loire et de la France entière. Une caractéristique marquante du parc de logements est ainsi une proportion de résidences secondaires et logements occasionnels (17,9 %) supérieure à celle du département (4 %) et à celle de la France entière (9,7 %).
| Typologie                                               | Luré | Loire | France entière |
| ------------------------------------------------------- | ---- | ----- | -------------- |
| Résidences principales (en %)                           | 72   | 85,7  | 82,1           |
| Résidences secondaires et logements occasionnels (en %) | 17,9 | 4     | 9,7            |
| Logements vacants (en %)                                | 10,1 | 10,3  | 8,2            |

### Voies de communication et transports
Passage de la route départementale 61 à l'est de la commune.
Sortie 5 de l'autoroute A72 reliant Clermont-Ferrand à Saint-Étienne, au sud de la commune, mais sur la commune voisine. La commune est aussi relié par l'autoroute A89.

## Histoire
La récurrence en roannais des toponymes dérivé de Sarmatas (Sermaize, Sermaise, Sermizelles) et la mention d'un préfet des sarmates en Gaule indiquent, selon toute vraisemblance, l'installation sur des zones publiques du fisc romain de colonies militaro-agraires constituées de Lètes sarmates aux IVe – Ve siècles apr. J.-C. Ces unités d'élites de cavaliers-archers, regroupées autour d'un camp à Luré, fondèrent des villages (Sarmatiae) pour y installer leurs familles, cultivèrent la terre tout en assurant la surveillance du réseau routier.

## Politique et administration

### Rattachements administratifs et électoraux

#### Rattachements administratifs
La commune se trouve dans l'arrondissement de Roanne du département de la Loire.
Elle faisait partie depuis 1801 du canton de Saint-Germain-Laval. Dans le cadre du redécoupage cantonal de 2014 en France, cette circonscription administrative territoriale a disparu, et le canton n'est plus qu'une circonscription électorale.

#### Rattachements électoraux
Pour les élections départementales, la commune fait partie depuis 2014 du canton de Boën-sur-Lignon
Pour l'élection des députés, elle fait partie de la sixième circonscription de la Loire.

### Intercommunalité
Luré est membre de la communauté de communes des Vals d'Aix et Isable, un établissement public de coopération intercommunale (EPCI) à fiscalité propre créé fin 1993  et auquel la commune a transféré un certain nombre de ses compétences, dans les conditions déterminées par le code général des collectivités territoriales.

### Liste des maires
| Période                                  | Période                        | Identité         | Étiquette | Qualité                          |
| ---------------------------------------- | ------------------------------ | ---------------- | --------- | -------------------------------- |
| Les données manquantes sont à compléter. |                                |                  |           |                                  |
| mars 2001                                | mars 2008                      | Michel Morel     |           |                                  |
| mars 2008                                | janvier 2023                   | Philippe Ducreux |           | Employé de banque Démissionnaire |
| avril 2023                               | En cours (au 30 novembre 2023) | Michel Barge     |           | Agriculteur                      |

## Équipements et services publics

### Enseignement
L’école communale a fermé à la rentrée scolaire 1991/1992.

## Population et société
Les habitants de la commune sont les Lurélois et les Luréloises.

### Démographie
L'évolution du nombre d'habitants est connue à travers les recensements de la population effectués dans la commune depuis 1793. Pour les communes de moins de 10 000 habitants, une enquête de recensement portant sur toute la population est réalisée tous les cinq ans, les populations de référence des années intermédiaires étant quant à elles estimées par interpolation ou extrapolation. Pour la commune, le premier recensement exhaustif entrant dans le cadre du nouveau dispositif a été réalisé en 2007.

En 2022, la commune comptait 137 habitants, en évolution de −6,16 % par rapport à 2016 (Loire : +1,32 %, France hors Mayotte : +2,11 %).
| 1793 | 1800 | 1806 | 1821 | 1831 | 1836 | 1841 | 1846 | 1851 |
| ---- | ---- | ---- | ---- | ---- | ---- | ---- | ---- | ---- |
| 350  | 215  | 297  | 406  | 402  | 304  | 305  | 302  | 305  |

| 1856 | 1861 | 1866 | 1872 | 1876 | 1881 | 1886 | 1891 | 1896 |
| ---- | ---- | ---- | ---- | ---- | ---- | ---- | ---- | ---- |
| 303  | 310  | 297  | 306  | 308  | 311  | 337  | 308  | 316  |

| 1901 | 1906 | 1911 | 1921 | 1926 | 1931 | 1936 | 1946 | 1954 |
| ---- | ---- | ---- | ---- | ---- | ---- | ---- | ---- | ---- |
| 349  | 320  | 335  | 277  | 272  | 283  | 287  | 270  | 209  |

| 1962 | 1968 | 1975 | 1982 | 1990 | 1999 | 2006 | 2007 | 2012 |
| ---- | ---- | ---- | ---- | ---- | ---- | ---- | ---- | ---- |
| 213  | 201  | 164  | 183  | 154  | 143  | 144  | 144  | 149  |

| 2017 | 2022 | - | - | - | - | - | - | - |
| ---- | ---- | - | - | - | - | - | - | - |
| 142  | 137  | - | - | - | - | - | - | - |

## Culture locale et patrimoine

### Lieux et monuments
- Église Sainte-Anne.
- Plan d'eau, au cœur du village, et son  aire de pique-nique et de détente[18].
- Trois anciennes fermes à galeries et cours fermées avec porche[18].
- Circuits de randonnée[18].
- Jardin du château les Gouttes[22]